# 유근 초상
유근 초상(柳根 肖像)은 충청북도 괴산군 소수면에 있는 조선시대의 초상화이다. 1972년 7월 6일 대한민국의 보물 제566호로 지정되었다.

## 개요
유근 초상(柳根 肖像)은 조선 중기의 문신인 서경(西坰) 유근(柳根. 1549~1627)의 추상화로, 가로 89cm, 세로 163cm 크기이며 비단에 채색하여 그렸다. 유근은 문장이 뛰어나 외국사신들에게 이름을 떨쳤으며, 임진왜란 때 명나라와의 관계에서도 많은 일을 하였다.
이 초상화는 정장 관복 차림을 하고 앉아 있는 전신상이다. 오른쪽을 바라보고 손은 앞으로 모아 소매 안에 넣은 자세를 하고 있다. 머리에는 높이가 상당히 낮은 모자를 쓰고 있는데, 이는 조선 중기 관모의 형태를 반영한 것이다. 얼굴은 엷고 밝은 살색을 띠고 있으며 가슴에는 공작과 모란무늬가 수놓아진 흉배를 하고 있다. 관복의 오른쪽으로는 트임이 있어 청색과 녹색의 안감이 드러나 있다. 바닥은 여러 가지 짙은 빛깔로 화려하게 꾸민 양탄자가 깔려 있다.
이 영정은 유근이 71세가 되던 해인 광해군 11년(1619)에 그려졌는데, 임진왜란 때 왕을 모신 공으로 진원부원군에 봉해져 그려진 것으로 보이는 진본이다. 17세기 공신초상화를 대표할 만한 작품으로 엄중한 표현형식을 나타내고 있다.

## 같이 보기
- 유근

## 참고 자료
- 유근 초상 - 국가유산청 국가유산포털